# Coś nowego (film)
Coś nowego (ang. Something New) – amerykańska komedia romantyczna z 2006 roku w reżyserii Sanay Hamri. Wyprodukowany przez Focus Features.

## Opis fabuły
Kenya (Sanaa Lathan) za namową przyjaciół decyduje się pójść na randkę w ciemno. W umówionym miejscu na kobietę czeka architekt ogrodów Brian (Simon Baker). Kenyi wystarcza jedno spojrzenie, by stwierdzić, że do siebie nie pasują. Brian jest bowiem biały. Los jednak decyduje inaczej.

## Obsada
- Sanaa Lathan jako Kenya Denise McQueen
- Simon Baker jako Brian Kelly
- Blair Underwood jako Mark Harper
- Donald Faison jako Nelson McQueen, brat Kenyi
- Alfre Woodard jako Joyce McQueen, matka Kenyi
- Earl Billings jako Edmond McQueen, ojciec Kenyi
- Wendy Raquel Robinson jako Cheryl, przyjaciółka Kenyi
- Katharine Towne jako Leah Cahan
- Stanley DeSantis jako Jack Pino
- Mike Epps jako Walter, mąż Cheryl
- Julie Mond jako Penelope
- Lee Garlington jako pani Cahan